# Teeko
Teeko est un jeu de stratégie combinatoire abstrait inventé par le magicien John Scarne (en) en 1937, revu en 1952, puis une dernière fois au cours des années 60. Teeko est détenu par la société de Scarne, John Scarne Games Inc..

## Matériel
Le Teeko se joue à deux et repose sur :
- un plateau de jeu composé de vingt-cinq cases (cinq par cinq)
- quatre pions de couleur noire (joueur "Noir")
- quatre pions de couleur rouge (joueur "Rouge")

## Règle du jeu et déroulement de la partie
Le but du jeu est d'aligner ses quatre jetons, que ce soit dans le sens horizontal, vertical ou encore diagonal, ou d'effectuer un carré de quatre cases adjacentes.
Le joueur Noir débute la partie en plaçant son pion sur la case de son choix. C'est ensuite au joueur Rouge de placer son pion sur n'importe quelle autre case (la case doit être inoccupée), puis encore au joueur Noir et ainsi de suite jusqu'à ce que chacun des joueurs ait placé tous ses pions.
Si aucun des joueurs n'a gagné après cette étape, chacun d'eux joue à son tour (le joueur Noir commence), ne déplaçant qu'un pion à la fois, et d'une case adjacente seulement.
Les règles, telles qu'elles sont énoncées ci-dessus, sont plutôt simples, mais la stratégie à déployer est assez complexe pour que John Scarne, le créateur du jeu, rédige un livre à ce sujet en 1955 : Scarne on Teeko.
Il existe seize variations pour le Teeko, la plus connue étant celle du Teeko Avancé, évoquée dans le livre de Scarne.